# Сусідовичі (зупинний пункт)
Сусі́довичі — пасажирський залізничний зупинний пункт Львівської дирекції Львівської залізниці.
Розташований між селами Сусідовичі та Чаплі Старосамбірський район, Львівської області на лінії Самбір — Стар'ява між станціями Самбір (17 км) та Хирів (13 км).
Станом на травень 2019 року щодня дві пари дизель-потягів прямують за напрямком Самбір — Стар'ява.